# The Marías
The Marías é uma banda de indie pop de Los Angeles, Califórnia, Estados Unidos. São conhecidos por tocar músicas em inglês e espanhol, além de infundir sua música com elementos de gêneros como jazz, música psicadélica e dream pop. A banda operava sem gravadora e lançava todas as suas músicas de forma independente, até que, no ano de 2021, lançou seu primeiro álbum de estúdio denominado "Cinema", junto as gravadoras Nice Life e Atlantic Records.

## História
A banda recebeu o nome de sua cantora María Zardoya, nascida em Porto Rico e criada em Atlanta, Geórgia. Ela e seu parceiro Josh Conway, o baterista, se conheceram em um show. Ela estava se apresentando e ele estava gerenciando o som, algo que ele nunca havia feito antes. Eles começaram a escrever juntos quase imediatamente após se conhecerem e, posteriormente, começaram a namorar. Logo eles chamaram amigos íntimos para participar como membros da banda; Edward James nos teclados, o guitarrista Jesse Perlman e o baixista Carter Lee (que não faz mais parte da formação da banda). Gabe Steiner (trompete) e Doron Zounes (baixo) frequentemente se juntam a banda em apresentações ao vivo e Tours. Eles tiveram a oportunidade de fazer músicas para a televisão, o que os ajudou a entender a sensação visual e sonora pela qual estavam se esforçando, mas quando a oportunidade não se materializou, eles usaram suas gravações para fazer um EP intitulado Superclean Vol. I. O Vol. I foi lançado em 2017, enquanto o seu homólogo Vol. II foi lançado em 2018. Em junho de 2021, a banda lançou seu primeiro álbum de estúdio, "Cinema". Em setembro do mesmo ano, o single "Hush" atingiu o topo do chart da "Billboard Adult Alternative Airplay", sendo seu primeiro single a liderar um chart. Em 23 de novembro, The Recording Academy anuncia que o primeiro álbum de estúdio da banda, Cinema, foi nomeado ao Grammy Awards na categoria de Melhor Engenharia de Álbum, não-clássico. Em 2022, a banda saiu em sua tour com o álbum Cinema, e também abriu shows para Halsey na Love and Power Tour.
Também em 2022, a banda colaborou com Bad Bunny na canção “Otro Atardecer” do seu álbum "Un Verano Sin Ti". A música entrou na Billboard Hot 100, na 49ª posição.

### Influências
María (que prefere usar apenas seu primeiro nome) afirmou que suas influências incluem a falecida cantora tejana Selena, Norah Jones, Sade, Nina Simone, Billie Holiday, Carla Morrison, Julieta Venegas, Vanessa Zamora, Erykah Badu e o cineasta Pedro Almodóvar, enquanto Conway é influenciado por Tame Impala, Radiohead, D'Angelo e The Strokes. María afirmou que Conway não estava familiarizado com suas raízes em espanhol, mas a banda estava aberta a experimentar novos estilos, levando a várias faixas em espanhol em seus lançamentos.

## Discografia

### Álbuns de estúdio
- Cinema (2021) No. 176 US Billboard 200[9]

### Extended plays
- Superclean Vol. I (2017)
- Superclean Vol. II (2018)

### Singles
- "Drip" (com Triathlon) (2018)
- ""...Baby One More Time"" (2019)
- "Out for the Night" (2019)
- "Hold It Together" (2020)
- "Jupiter" (2020)
- "Exit For A Music Film" (2020)
- "Care For You" (2020)
- "Bop It Up" (2020)
- "Hush" (2021)
- "Un Millón" (2021)
- "Little By Little" (2021)
- "We're The Lucky Ones" (2020)
- "Kyoto" (The Marías Remix) (2021)
- "In Or In-Between" (Remix) (2021)
- "Hush" (Still Woozy Remix) (2021)
- "Hush" (Spotify Singles) (2021)
- "Dákiti" (Spotify Singles) (2021)